# Aveiras de Cima
Aveiras de Cima é uma vila portuguesa que é sede da Freguesia de Aveiras de Cima do Município da Azambuja, freguesia com 26,16 km² de área e 4669 habitantes (censo de 2021), tendo, por isso, uma densidade populacional de 178,5 hab./km².
A povoação de Aveiras de Cima foi elevada à categoria de vila em 1986.
É conhecida por nela existir uma das saídas da autoestrada A1 e uma área de serviço e de abastecimento de combustíveis nessa autoestrada. 
Aveiras de Cima era conhecida como uma terra de nobres e de grandes pessoas e feitos.
A população está distribuída pela sede da freguesia e pelos lugares de Casais das Amarelas (este atravessado pela autoestrada A1, e onde se situam as áreas de serviço), Casais da Fonte Santa, Casais Monte Godelo, Casais Vale Brejo , Casais Vale Coelho, Casais das Inglesas, Casais das Comeiras, Casais Vale Tábuas e pelos bairros satélite da Milhariça e Soldadico.
A paróquia Aveiras de Cima possui várias capelas e uma igreja onde ocorrem semanalmente a celebração da missa. Poderá encontrar mais informação no site do patriarcado que está aqui referido.

## Demografia
Nota: Pela Lei nº 522, de 03/05/1916, foram desanexados lugares desta freguesia para constituir a freguesia de Vale do Paraíso.
A população registada nos censos foi:
| Distribuição da População por Grupos Etários | Distribuição da População por Grupos Etários | Distribuição da População por Grupos Etários | Distribuição da População por Grupos Etários | Distribuição da População por Grupos Etários |
| -------------------------------------------- | -------------------------------------------- | -------------------------------------------- | -------------------------------------------- | -------------------------------------------- |
| Ano                                          | 0-14 Anos                                    | 15-24 Anos                                   | 25-64 Anos                                   | > 65 Anos                                    |
| 2001                                         | 756                                          | 689                                          | 2471                                         | 745                                          |
| 2011                                         | 778                                          | 480                                          | 2540                                         | 964                                          |
| 2021                                         | 634                                          | 525                                          | 2380                                         | 1130                                         |

## Personalidades ligadas a Aveiras de Cima[4]
- Senhor de Aveiras e Conde de Aveiras
- Francisco Maria Grandella[7], médico
- Francisco de Almeida Grandella[8], comerciante
- António José Cardoso[9], padre[10]
- José Pinto Duarte[11], arquiteto e professor[12]

### Francisco de Almeida Grandella
Nascido em Aveiras de Cima, no ano de 1853 e falecido no ano de 1934, Francisco Almeida Grandella foi um senhor pobre, tendo aos 10 anos de idade, em 1863, ido para Lisboa em busca de uma vida com melhor qualidade.
Começou por ser empregado numa loja de têxteis mais tarde, em 1879, funda o seu primeiro estabelecimento de comercio também virado para a indústria têxtil. 
Em 1881, Grandella cria a primeira grande superfície comercial em Portugal e uma das maiores e mais importantes na Península Ibérica, "Os Armazéns Grandella", em Lisboa, no Chiado, inaugurando um novo modelo de comercio ao nível dos grandes armazéns de Londres e Paris. 
Os armazéns Grandella arderam por completo a 25 de agosto de 1988, mas rapidamente foram reconstruídos pelo arquiteto Álvaro Siza Vieira. 

## História
Partilhando com a atual freguesia Vale do Paraíso o mesmo território e administração até meados da segunda década do século XX, comungaram desde o início da nacionalidade de uma história comum. Com origens muito pouco concisas como território autónomo de administração e circunscrição local até D. João I, não oferecem dúvidas quanto à malha geográfica paroquial tardo-medieval, coincidente com a malha concelhia do antigo regime. Sendo um concelho de jurisdição régia com assembleia dos homens-bons da vila, não passou este território ao lado das atenções da Coroa. Demonstram-no os sucessivos instrumentos imanados do Poder Central para o bem-comum da comunidade e a particulares, assim como as estadas e itinerários conhecidos de alguns monarcas.
Povoação conhecida desde o tempo da reconquista cristã, recebeu carta de aforamento de D. Sancho I em 1210. Na literatura existem rumores da existência de um castelo:
"Ora, antes de morrer no Alcáçar de Coimbra, o Senhor D. Sancho suplicara a Tructesindo Mendes Ramires, seu colaço e Alferes-Mor, por ele armado Cavaleiro em Lorvão, que sempre lhe servisse e defendesse a filha amada entre todas, a Infanta D. Sancha, senhora de Aveiras." (…)
"Imediatamente Alenquer e os arredores doutros castelos são devastados pela hoste real que recolhia das Navas de Tolosa" (…)
Esta dúvida, porém, não angustiara a alma desse Tructesindo rude e leal que o Fidalgo da Torre rija-mente modelava. Nessa noite, apenas recebera pelo irmão do Alcaide de Aveiras, disfarçado em beguino, um aflito recado da senhora D. Sancha — ordenava a seu filho Lourenço que, ao primeiro arrebol, com quinze lanças, cinquenta homens de pé da sua mercê e quarenta besteiros, corresse sobre Montemor.(…)
"No entanto o irmão do Alcaide, sempre disfarçado em beguino, de volta ao castelo de Aveiras com a boa nova de prestes socorros, transpunha ligeiramente a levadiça da cárcova…"
In Eça de Queirós, A Ilustre Casa de Ramires
Até ao século XIX, Aveiras de Cima foi sede de município.

### Cronologia
1210 — D. Sancho I outorga "carta de aforamento" a Aveiras.
1401 — D. João I concede aos moradores de Aveiras e seu termo, carta de jurisdição própria, pela grande distância do lugar a Santarém, a que pertencia, cabendo a D. João Afonso Esteves de Azambuja, então bispo do Porto, a confirmação dos oficiais concelhios.
1434 — A pedido do cavaleiro João Afonso de Brito, D. Duarte reforça e confirma a "Aveiras de Fundo" a jurisdição própria e autónoma de Santarém, excepto assuntos de natureza militar e que seu pai concedera em 1401.
1493 — D. João II recebe Cristóvão Colombo em Vale do Paraíso.

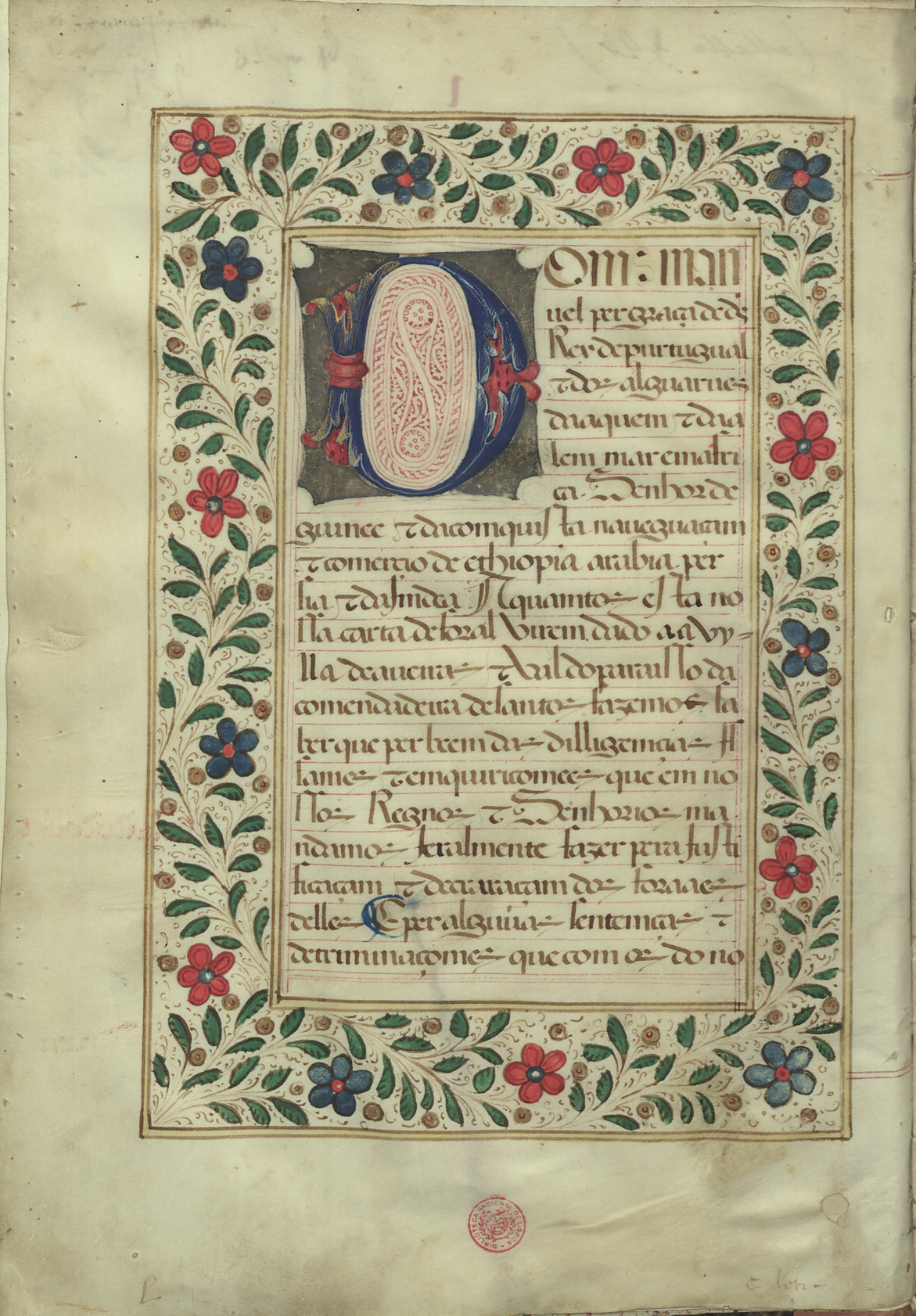
Foral de Aveiras de Cima e Vale do Paraíso (1513)

1493 — A 12 de Março, D. João II emite documentos de despacho ordinário, datados de Vale do Paraíso.
1499 — É deste ano o último documento oficial que pela última vez Aveiras de Cima é designada pela tradição medieval como Veiras ou Aveiras de Fundo, numa concessão que D. Manuel faz a João Fogaça do seu Conselho, das coimas por devassa de rebanhos, nos pomares e hortas pertencentes à capela do Espírito Santo.
1513 — Foral novo, outorgado por D. Manuel e datado de 13 de Setembro, a Aveiras de Cima e Vale do Paraíso.
1570 — Frei Agostinho de Santa Maria fixa o início da lenda da descoberta da imagem de Nossa Senhora do Paraíso e de como D. Ana de Alencastro, comendadora de Santos, se tornou administradora da sua igreja.
1630/1640 — Alvará de Filipe III, para (re)instalar os serviços concelhios de Aveiras de Cima.
1680 — Brás Teixeira de Távora, descendente de Vasco Martins Teixeira, é autorizado a instituir o morgadio de Vale do Paraíso, por Alvará datado de 25 de janeiro.
1722 — D. João V concede a D. Maria Francisca de Mendonça, dama da Rainha e aia do infante D. Carlos, autorização para casar com António de Moura Borralho, com a atribuição de uma tença anual de 100$000 reis.
1758 — O Cura de Aveiras, Padre João Pena de Morais relata para as "Memórias Paroquiais de 1758, com a data de 15 de março. Segundo ele, Aveiras de Cima tinha "cento e setenta vizinhos, quatrocentas e setenta e três pessoas de Comunhão e cinquenta para sessenta de Confissão somente" e Vale do Paraíso, 40 vizinhos.
1826–1842 — Pela legislação produzida entre 1832 e 1836 para ordenamento e administração do território, sobretudo o Decreto de 6 de Novembro deste último ano, Aveiras de Cima passa a integrar o concelho de Azambuja.
1842 — Conclusão da "Demonstração Genealógica em que s'aprova a Descendência de Francisco José de Queiróz e Vasconcellos de Sousa, e de sua mulher D. Francisca Cândida de Mendonça e Moura".
1853 — Francisco de Almeida Grandella é baptizado na igreja de Nossa Senhora da Purificação de Aveiras de Cima, paróquia em que nasceu a 23 de Junho do mesmo ano.
1906 — Inauguração da Escola Dr. Francisco Maria de Almeida Grandella (médico) em Aveiras de Cima, obra erigida por Francisco de Almeida Grandella.
1916 — Vale do Paraíso é elevada à categoria de Freguesia, tornando-se a 7.ª freguesia do Concelho de Azambuja.
1934 — No seu palacete da Foz do Arelho, Francisco de Almeida Grandella, morre a 20 de Setembro.

## Actividades económicas
Agricultura, vitivinicultura, indústria, comércio e serviços.

## Escolas[4]
- Escola Básica do 1º Ciclo de Aveiras de Cima
- Escola Básica do 2º e 3º Ciclos de Aveiras de Cima
- Jardim de Infância Vale Aveiras - Localização da Creche
- Escola Básica do 1º Ciclo de Vale do Brejo -
- Jardim de Infância do Vale do Paraíso - Localização da Creche

## Património e locais de interesse
- Igreja Matriz de Aveiras de Cima
- Edifício da Escola Grandella
- Fonte das Bicas (Aveiras de Cima)
- Miradouro do Moinho do Miranda

## Artesanato
Latoaria, correaria, tapeçaria e bordados.

## Festas e Romarias
Ávinho — Festa do Vinho e das Adegas (Abril)
Nossa Senhora das Candeias (1.º fim-de-semana de Fevereiro) e Nossa Senhora da Purificação (Junho).

## Gastronomia
Torricado, Açorda, Sopas de Batata com Bacalhau, Jaquinzinhos Fritos, Pívia de Bacalhau.

## Turismo
Terra de Grandella, a singularidade desta vila é conhecida em todo o Concelho. No entanto não há precisão na data em que foi fundada nem quem foi o seu fundador, apenas se sabe que foi D. Sancho I que a povoou e lhe deu o foral em 1210. Vila de solos férteis, tem a sua actividade centrada na agricultura, com predominância da vinha.
A vila foi marcada pelo filantropo Francisco de Almeida Grandella, o fundador da primeira grande superfície comercial em Portugal, os “Armazéns Grandella”. Filho de um médico pobre, foi para a  grande cidade com apenas onze anos, onde teve o seu primeiro contacto com os negócios. Começou por ser caixeiro na Rua dos Fanqueiros e empregado numa loja de fazendas, camisaria e modas. Criou os armazéns Grandella, inaugurando um novo modelo de vendas. Com a fortuna acumulada construiu no início do século XX a escola primária para as crianças da sua terra natal, um edifício de estilo neo-clássico, que dedicou ao pai, dando-lhe o nome de Escola Primária Dr. Francisco Maria de Almeida Grandella.
Como curiosidade, refira-se a existência de um exemplar secular de oliveira, Olea europaea L. var. europaea. Trata-se de uma árvore de porte médio com copa e sistema radicular bem desenvolvidos. De realçar o tronco desta oliveira pelo seu aspecto. O facto de se apresentar “oco” leva a crer que poderá estar condenada, o que não corresponde à verdade, visto que as oliveiras desenvolvem “cordas” que são troncos de menor diâmetro e que no seu conjunto dão um aspecto muito “ suis generis ”. São essas cordas que permitem à árvore a realização das suas funções vitais e explicam a longevidade da mesma.

## Colectividades
- Casa do Povo de Aveiras de Cima
- Aveiras de Cima Sport Clube
- Filarmónica Recreativa de Aveiras de Cima
- Centro Social e Paroquial de Aveiras de Cima
- Casa do Benfica de Aveiras de Cima
- Núcleo de Aveiras de Cima da Cruz Vermelha Portuguesa
- Agrupamento 524 de Aveiras de Cima do Corpo Nacional de Escutas